# Purina One
Purina One (Optimal Nutrition Enhancement) — марка премиальных собачьих и кошачьих кормов, выпускающихся с 1986 года компанией Nestlé Purina PetCare. Продукты Purina One обычно содержат какой-либо вид мяса в качестве первого названного ингредиента, но при этом всё ещё содержат побочные продукты, фрагменты зерна (например, пивной рис и кукурузный глютен) и цельную кукурузу.

## История
Purina One, представленный в 1986 году, являлся первым премиальным кормом для домашних питомцев от компании Ralston Purina. Продукты под брендом Purina One включают в себя натуральные смеси с натуральными ингредиентами. Корма Purina One являются наиболее распространяемыми и продаваемыми в продуктовых и розничных магазинах.